# Volo Sukhoi 36801
Il volo Sukhoi 36801 era un volo dimostrativo di un Sukhoi Superjet 100, registrato con marche RA-97004 e il cui piano di volo prevedeva il decollo e il rientro all'aeroporto Halim Perdanakusuma di Giacarta. Il 9 maggio 2012, l'aereo si schiantò contro il Monte Salak, sull'isola di Giava, in Indonesia, provocando la morte di tutti e 37 passeggeri e 8 membri dell'equipaggio a bordo. I rottami del velivolo vennero avvistati il giorno successivo ai piedi di un vallone roccioso della montagna mentre i corpi delle vittime furono recuperati a partire dal 12 maggio e portati all'aeroporto Halim Perdanakusuma per l'identificazione.
Il rapporto finale sull'incidente, pubblicato il 18 dicembre 2012, concluse che il disastro fu causato dall'errore dei piloti, i quali sbagliarono a inserire la rotta corretta e, non informati della presenza di terreno montuoso nell'area, ignorarono l'allarme di prossimità del suolo credendo che fosse causato da un'errata configurazione del sistema.

## Contesto

### L'aereo

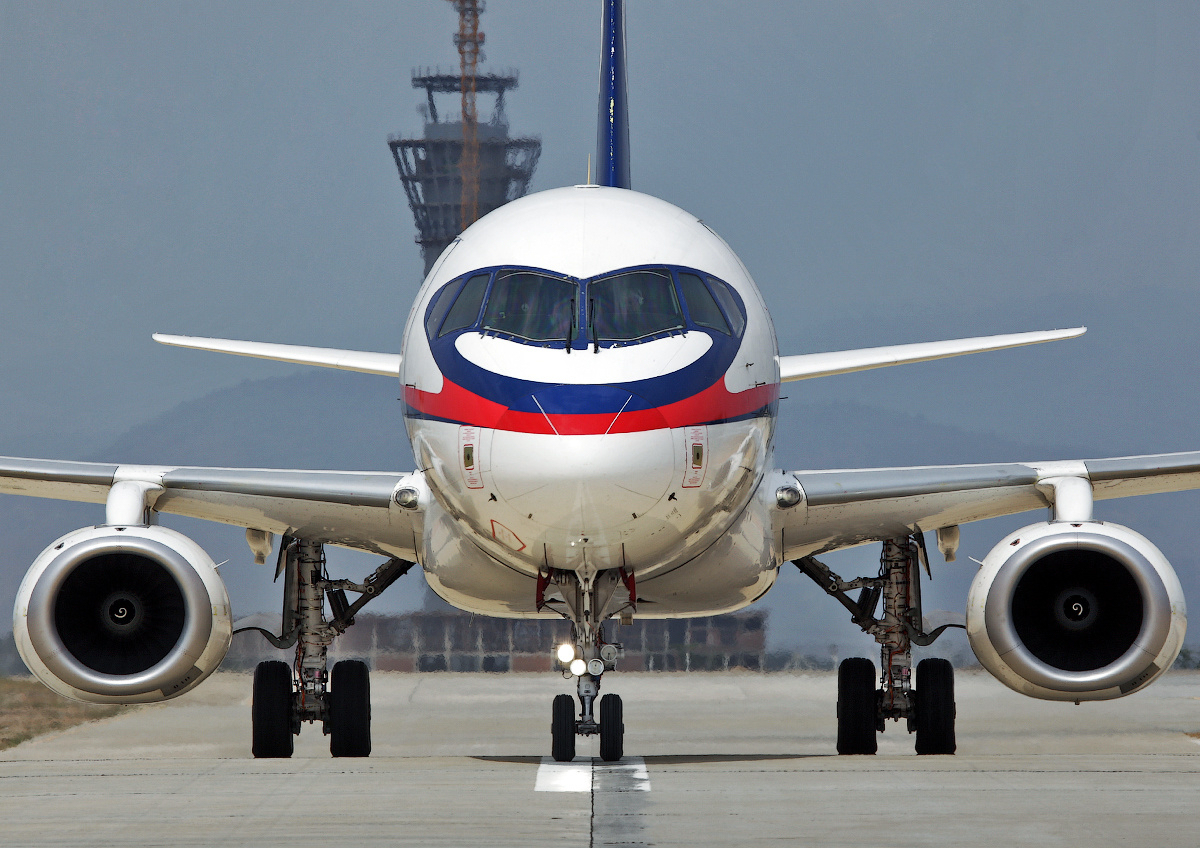
L’aereo fotografato all’aeroporto Internazionale di Naypyidaw due giorni prima dell'incidente.

Il velivolo coinvolto nell'incidente era un Sukhoi SSJ-100-95, con marche 97004 e numero di costruzione 95004. Il velivolo era stato fabbricato nel 2009 e aveva accumulato 800 ore di volo al momento dell'incidente. Il Superjet 100 è il primo aereo di linea prodotto in Russia dopo la dissoluzione dell'URSS nel 1991.

### Tour dimostrativo
Il velivolo prendeva parte per la prima volta al tour dimostrativo denominato "Welcome Asia!". Le tappe precedenti del tour si erano svolte in Kazakistan ed in Pakistan, ma in quest'ultima, a causa di un inconveniente tecnico, l'aereo utilizzato non aveva potuto volare ed era stato pertanto sostituito da quello poi coinvolto nell'incidente.
Al momento dell'incidente erano già stati già ordinati 170 aerei in tutto il mondo, 42 dei quali in Indonesia. Sukhoi prevedeva la costruzione di circa 1 000 Superjet.

### Il monte Salak

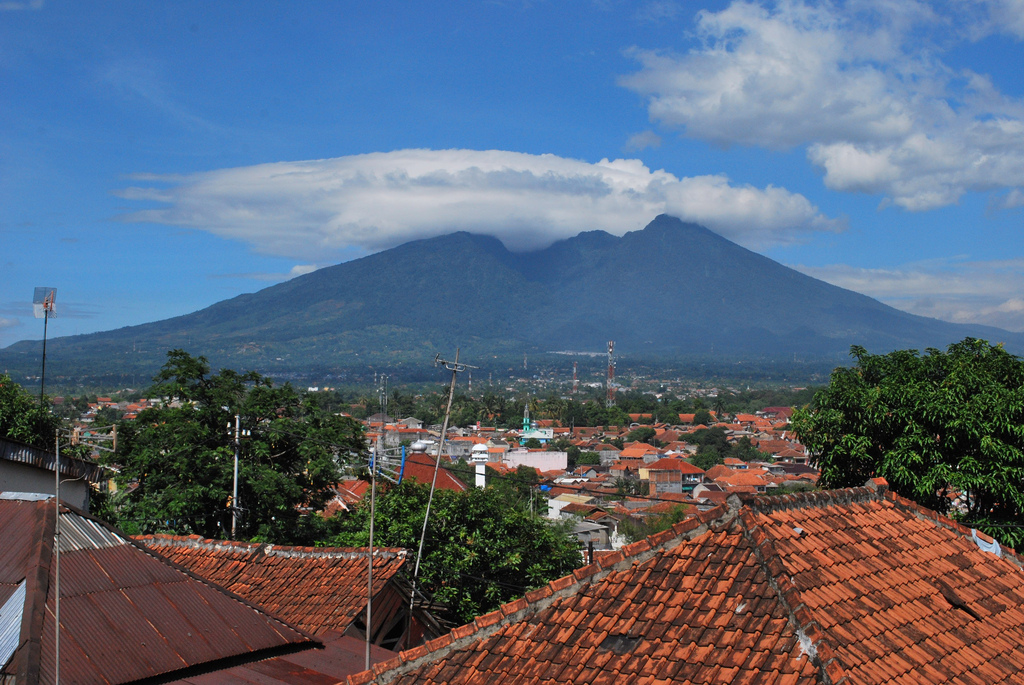
Il monte Salak visto da Bogor.

Il monte Salak è un vulcano alto 2 211 metri situato nell'isola di Giava, in Indonesia. Nel decennio tra i 2002 e il 2012 si sono verificati 7 incidenti nell'area attorno al monte e un giornale, il Jakarta Post, lo aveva definito un "cimitero di aerei": 3 persone morirono durante un volo di addestramento non molto prima dell'incidente del Sukhoi; 18 persone rimasero uccise in un incidente dell'aeronautica militare indonesiana nel 2008; 5 persone morirono in un incidente nel giugno del 2004, 2 nel mese di aprile del 2004, 7 nel mese di ottobre del 2003 e 1 nel mese di ottobre nel 2002.

## L'incidente

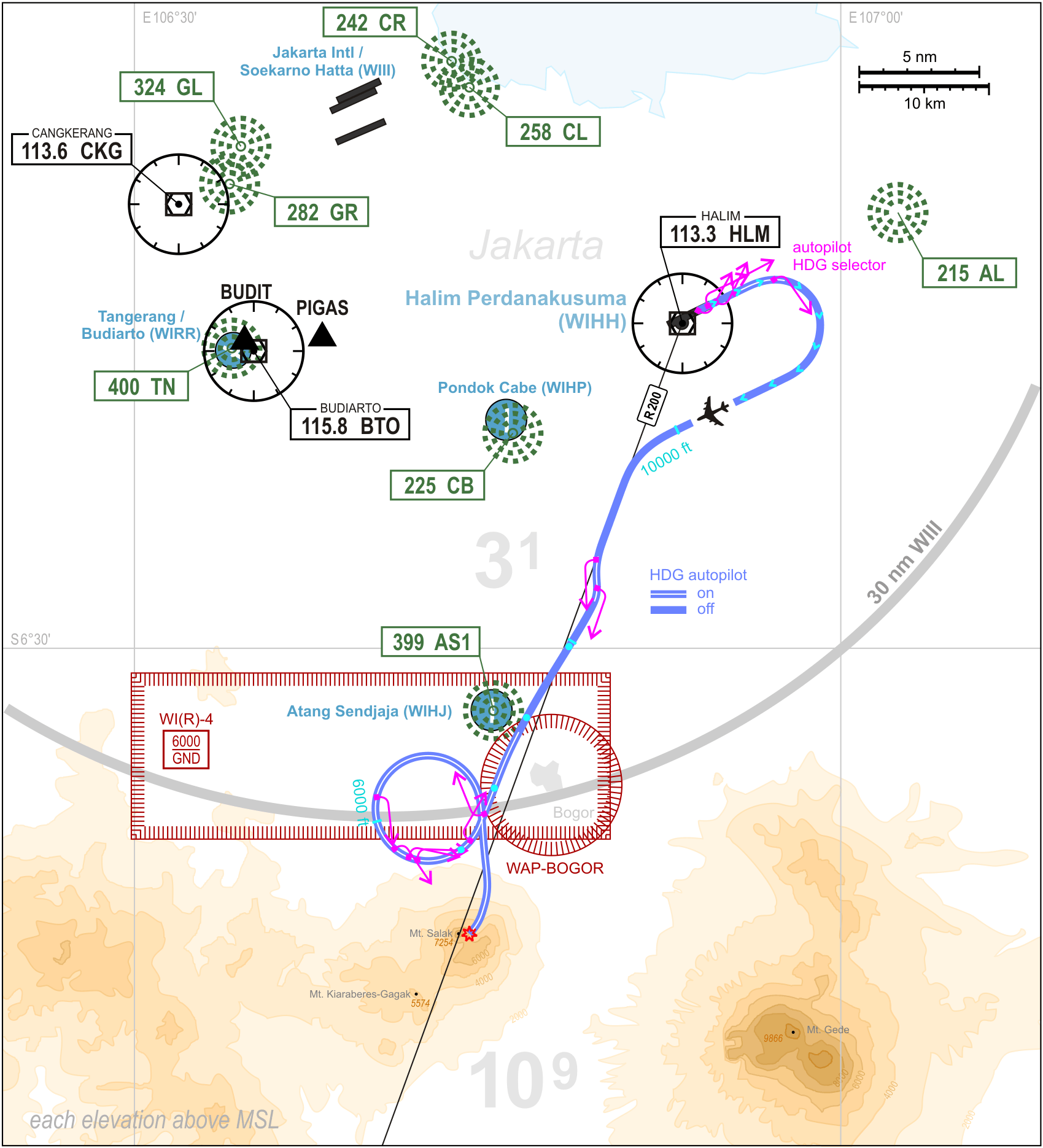
La rotta dell'aereo (in blu) e il lugo dello schianto (in rosso).

Alle 07:20 UTC (14:20 ora locale) il Sukhoi Superjet 100 era decollato dall'aeroporto di Halim Perdenakusuma per un volo dimostrativo e, una volta giunto a nord della città di Bogor, sarebbe dovuto rientrare allo stesso aeroporto dopo un volo di circa mezz'ora. A bordo erano presenti 6 membri dell'equipaggio, 2 rappresentanti della Sukhoi e 37 passeggeri. Tra i passeggeri erano presenti rappresentanti di AVIASTAR Mandiri, Batavia Air, Pelita Air Service e Sriwijaya Air. Alle 07:20, i piloti comunicarono alla torre di controllo di aver raggiunto quota 10 000 piedi (3 000 m) e di essere sulla radiale 200 del VOR HLM. Alle 07:26, i piloti chiesero alla torre di controllo l'autorizzazione a scendere a quota 6 000 piedi (1 800 m). Due minuti dopo, l'equipaggio chiese e ottenne l'autorizzazione a effettuare un circuito a destra. Questo fu l'ultimo contatto che il controllo del traffico aereo ebbe con l'aereo, che si trovava a circa 75 miglia nautiche (139 km) a sud di Giacarta, in prossimità del Monte Salak, alto 2 211 metri, una montagna più alta del livello di volo richiesto. Quattro minuti dopo l'inizio del circuito, il sistema Enhanced Ground Proximity Warning System (EGPWS) del velivolo inviò un singolo avviso "Terrain Ahead, Pull Up" ("terreno davanti, salire"), avvertendo l'equipaggio che la traiettoria di volo prevista avrebbe richiesto una salita per evitare il terreno. Subito dopo, l'avviso cambiò in "Avoid Terrain" ("evita terreno"), che si attiva quando l'aereo deve virare per evitare il terreno in arrivo. Mentre quest'ultimo messaggio suonava ripetutamente, i piloti ne discussero e lo disattivarono, ritenendo che si trattasse di un problema con il database del terreno del sistema. Meno di 30 secondi dopo, il sistema di allarme acustico dell'aereo emise l'avviso "Gear Not Down" ("carrello non abbassato"), che è indipendente dall'EGPWS e indica che l'aereo è troppo vicino al suolo senza il carrello abbassato. In risposta, il comandante disinserì l'autopilota e portò l'aeroplano in un leggero assetto di picchiata; questo non era compatibile con una manovra evasiva e la ragione di questo input non venne determinata in modo definitivo. Il comandante comunicò al primo ufficiale che il pilota automatico era stato disattivato e l'impatto con il terreno avvenne due secondi dopo, alle 14:33 ora locale (07:33 UTC).
Venne avviata una ricerca a terra e in aria del velivolo, ma venne interrotta al calare della notte. Il 10 maggio (il giorno successivo) alle 09:00 (02:00 UTC), il relitto del Sukhoi Superjet venne ritrovato sul Monte Salak. Si sapeva solo che l'aereo stesse volando in senso orario intorno alla montagna, in direzione di Giacarta, prima dell'incidente. I rapporti preliminari indicavano che l'aereo aveva urtato il bordo di una scogliera a un'altezza di 6 270 piedi (1 910 m), era scivolato lungo un pendio e si era fermato a un'altezza di 5 200 piedi (1 600 m). Il luogo dell'incidente non era accessibile per via aerea e nessun soccorritore aveva raggiunto il sito al tramonto del 10 maggio. Diversi gruppi di soccorritori tentarono di raggiungere il relitto a piedi.

## Le vittime
La maggior parte delle vittime erano giornalisti e potenziali clienti: a bordo vi erano 14 dipendenti della compagnia aerea indonesiana Sky Aviation, il direttore operativo della Kartika Airlines accompagnato da 5 giornalisti, 1 reporter ed 1 fotografo della rivista di aviazione Angkasa, 2 inviati di Trans TV ed 1 di Bloomberg News.
Il comandante del Sukhoi Superjet 100 era Alexander Yablontsev, ex pilota militare russo e pilota collaudatore del primo volo di prova del Superjet 100 nel maggio del 2008; poteva vantare oltre 10 000 ore di volo e più di 1 300 sul Superjet 100; il Primo Ufficiale era Alexander Kotchetkov, con oltre 3 000 ore di volo accumulate e 625 sul Superjet 100.

## Le indagini

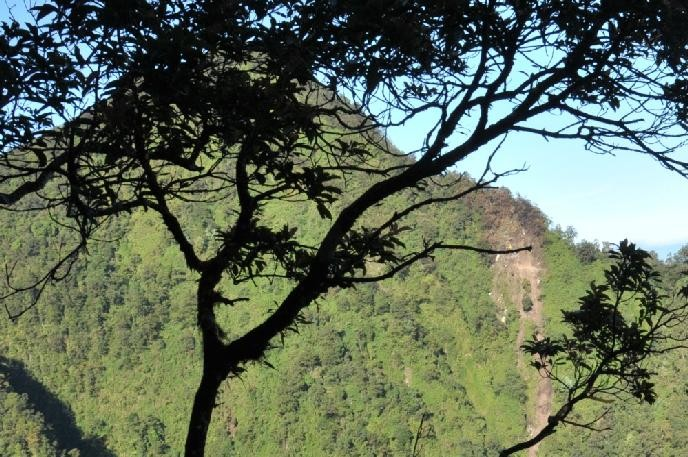
Il luogo dell'incidente.

Il giorno successivo all'incidente, il primo ministro russo Dmitrij Medvedev istituì una commissioni di inchiesta per indagare le cause dell'incidente. Secondo il NTSC, l'Agenzia indonesiana per la sicurezza del volo avrebbe preso fino a 12 mesi per accertare le cause dell'incidente. Il 15 maggio 2012 fu riferito dai media locali che il Governo indonesiano aveva respinto la richiesta della Russia di inviare le registrazioni dei dati di volo affermando che sarebbero stati gli investigatori indonesiani a stabilire le cause dell'incidente mentre gli esperti russi avrebbero fornito solo il supporto. Il Cockpit Voice Recorder fu trovato il 15 Maggio 2012 a circa 200 metri dalla sezione di coda. Il Flight Data Recorder fu ritrovato il 31 maggio 2012 a 200 metri dalla sezione di coda.
La relazione finale fu pubblicata il 18 dicembre 2012. Gli investigatori determinarono che il velivolo era andato fuori rotta durante l'inizio dell'avvicinamento verso Giacarta a causa del mancato input da parte dei piloti, probabilmente distratti da una conversazione con un potenziale cliente in cabina al quale stavano spiegando le caratteristiche dell'aereo. Il comandante e il primo ufficiale non si accorsero del fatto che si stavano allontanando dalla destinazione, entrando in rotta di collisione con il monte Salak, assente nelle carte di navigazione a loro disposizione e impossibile da scorgere a causa della presenza di fitte nubi. Inoltre, i membri dell'equipaggio ignorarono gli avvertimenti del TAWS credendo che fosse entrato in funzione per un problema del database, e lo disattivarono 28 secondi prima dell'impatto. A contribuire all'incidente fu il fatto che il controllore del traffico aereo aveva erroneamente riportato che il volo 36801 era operato da un velivolo militare Sukhoi, quindi autorizzò la discesa a 6.000 piedi nella direzione sbagliata, credendo che l'aereo fosse diretto in una zona di addestramento militare presso Bogor anziché verso l'aeroporto e, poiché impegnato a gestire numerosi altri voli, non riuscì ad avvisarli della presenza della montagna.

## Conseguenze
Sky Aviation, una Compagnia aerea indonesiana, ritardò la consegna dei 12 Superjet 100 dopo l'incidente. Arfin Seman di Kartika Airlines, un altro vettore indonesiano nazionale, dichiarò che ci sarebbero stati ritardi per i 30 Sukhoi Superjet 100. Alcuni giorni dopo, però, la stessa fonte che aveva dichiarato i ritardi delle consegne della Sky Aviation riferiva che il contratto non sarebbe stato rescisso. Inoltre, il direttore generale di Sky Aviation aggiunse che gli ulteriori aerei da 100 posti sarebbero stati necessari per collegare le principali città dell'Indonesia. Il Presidente di Interjet, Miguel Aleman Velasco, disse che l'incidente non avrebbe avuto alcuna influenza sulla volontà della Società di acquisire nuovi Superjet in più.
La Compagnia russa Aeroflot e armena Armavia, i 2 operatori del SSJ-100, al momento dell'incidente non sospesero i voli. Armavia disse che avrebbe continuato le trattative per l'acquisto di un altro Superjet 100 per la sua flotta.

## Nella cultura di massa
Il volo Sukhoi 36801 è stato analizzato nella puntata Ostacoli mortali della diciottesima stagione del documentario Indagini ad alta quota, trasmesso da National Geographic Channel.